# Batumi (nádraží)
Batumi (gruzínsky ბათუმი ცენტრალი) je hlavní železniční stanice pro uvedené město v Gruzii, hlavní město republiky Adžarie. Nachází se severně od středu města, při mořském pobřeží, zhruba 4 km daleko od hlavních památek ve městě na třídě Carevny Tamary. Je konečná trati Samtredia–Batumi.
Moderní čtyřpatrová budova zahrnuje také autobusové nádraží a nákupní centrum. Autobusové nádraží má 25 stanovišť. Její celková podlažní plocha činí 22 500 m2. Nádraží má dvě nástupiště a sedm kolejí. Dokáže odbavit tři vlaky najednou.

## Historie
Stanice byla zbudována jako konečná pro trať Batumi–Tbilisi–Baku. Zprovozněna byla v roce 1900. Původní stanice se nacházela v samotném historickém středu města Batumi, na třídě Čavčadze poblíž chrámu Matky Boží. Měla jediné nástupiště a tři koleje, trať do ní ústila pouze jednokolejná a vedla v ose ulice Čavčadze. Nedaleko od osobního nádraží (v ruštině byl název pro batumskou stanici Батуми-Пассажирская, tedy Batumi-nádraží pro osobní dopravu) se nacházela stanice pro nákladní dopravu, která byla blízko přístavu.
Železniční stanice kapacitně nedostačovala potřebám rozvíjejícího se města. Zastarávající infrastruktura, bez potřebných investic učinila z železničního spojení s Batumi neefektivní volbu pro mnoho cestujících. Gruzínské železnice byly v okamžiku rozpadu SSSR v tristní situaci; vozový park byl starý a tratě neumožňovaly vysokou cestovní rychlost. V roce 1996 byla osobní doprava do Batumi ukončena a nádraží zůstalo opuštěno. Město Batumi se následně rozhodlo pozemky okolo nádraží a trati využít pro novou výstavbu, neboť se jednalo o jedny z mála volných míst v samotném středu města. Trať podél ulice Čavčadze byla proto snesena v roce 1999 a trať ukončena na ulici Majakovského. Původní staré nádraží chátralo až do roku 2008, kdy bylo renovováno a jako sídlo banky TBC Bank, která zde má své regionální sídlo. Na počátku 21. století bylo železniční spojení do Batumi obnoveno, vlaky zajížděly do 6 km vzdálené stanice Machinjauri.
Současná budova nádraží je zcela nová. Zbudována byla v první polovině 2. dekády 21. století, první vlaky zde zastavily dne 5. července 2015. Staniční budova s celým okolím byla zbudována náklady 3 milionů USD, které investovaly Gruzínské železnice a 8 milionů, které poskytla společnost Batumi Central. Signalizační zařízení na stanici bylo zajištěno ruskou společností NPC Promelektronika.